# Guido Masetti
Guido Masetti (ur. 22 listopada 1907 w Weronie, zm. 27 listopada 1993 w Rzymie) – włoski piłkarz grający na pozycji bramkarza, a po zakończeniu kariery piłkarskiej trener.

## Kariera klubowa
Masetti pochodził z Werony. Karierę piłkarską rozpoczął w tamtejszym Hellas Werona i w 1926 r. zadebiutował w rozgrywkach Divisione Nazionale. Początkowo grał jako pomocnik, ale z czasem został przekwalifikowany na bramkarza. W Hellas spędził cztery pełne sezony, w sezonie 1929/1930 występując w rozgrywkach Serie B. W 1930 r. Masetti przeszedł do AS Roma. W barwach nowego klubu zadebiutował 28 września w zremisowanym 1:1 meczu z Modeną. W kolejnych latach był podstawowym zawodnikiem "giallorossich". Już w 1931 r. wywalczył wicemistrzostwo Włoch oraz dotarł do półfinału Pucharu Europy Centralnej. W następnych sezonach także zajmował z klubowymi kolegami miejsca w górnej części tabeli, w tym kolejne 2. miejsce w sezonie 1935/1936. W 1937 r. dotarł do finału Pucharu Włoch, podobnie jak w 1941 r. Największy sukces odniósł jednak w 1942 r., gdy z Romą prowadzoną przez trenera Alfreda Schaffera sięgnął po pierwszy tytuł mistrza kraju dla "żółto-czerwonych". Piłkarską karierę zakończył rok później w wieku 36 lat. Dla Romy rozegrał 339 ligowych meczów i plasuje się na 4. miejscu w klubowej klasyfikacji wszech czasów.
| Sezon   | Klub          | Kraj   | Rozgrywki           | Mecze | Bramki |
| ------- | ------------- | ------ | ------------------- | ----- | ------ |
| 1926/27 | Hellas Werona | Włochy | Divisione Nazionale | 18    | 0      |
| 1927/28 | Hellas Werona | Włochy | Divisione Nazionale | 8     | 0      |
| 1928/29 | Hellas Werona | Włochy | Divisione Nazionale | 22    | 0      |
| 1929/30 | Hellas Werona | Włochy | Serie B             | ?     | ?      |
| 1930/31 | AS Roma       | Włochy | Serie A             | 32    | 0      |
| 1931/32 | AS Roma       | Włochy | Serie A             | 33    | 0      |
| 1932/33 | AS Roma       | Włochy | Serie A             | 33    | 0      |
| 1933/34 | AS Roma       | Włochy | Serie A             | 34    | 0      |
| 1934/35 | AS Roma       | Włochy | Serie A             | 29    | 0      |
| 1935/36 | AS Roma       | Włochy | Serie A             | 30    | 0      |
| 1936/37 | AS Roma       | Włochy | Serie A             | 21    | 0      |
| 1937/38 | AS Roma       | Włochy | Serie A             | 21    | 0      |
| 1938/39 | AS Roma       | Włochy | Serie A             | 24    | 0      |
| 1939/40 | AS Roma       | Włochy | Serie A             | 24    | 0      |
| 1940/41 | AS Roma       | Włochy | Serie A             | 15    | 0      |
| 1941/42 | AS Roma       | Włochy | Serie A             | 29    | 0      |
| 1942/43 | AS Roma       | Włochy | Serie A             | 13    | 0      |
|         |               |        | Łącznie w Serie A   | 339   | 0      |

## Kariera reprezentacyjna
W reprezentacji Włoch Masetti zadebiutował 5 kwietnia 1936 w rozegranym w Zurychu wygranym 2:1 towarzyskim meczu ze Szwajcarią. Swój drugi i ostatni mecz w kadrze rozegrał w 1939 r., a przeciwnikiem "Squadra Azzurra" znów byli Szwajcarzy, którzy tym razem wygrali 3:1. W swojej karierze Masetti dwukrotnie znalazł się w kadrze na finały MŚ – MŚ 1934 i MŚ 1938. Z obu tych imprez przywiózł złote medale, jednak w każdym z tych turniejów był rezerwowym, najpierw w zespole Giampiera Combiego a następnie Alda Olivieriego. Zmarł w listopadzie 1993 w wieku 86 lat. Był ostatnim żyjącym piłkarskim mistrzem świata z 1934.

## Kariera trenerska
Przez pół sezonu w 1943 r. Masetti był grającym trenerem w zespole AS Gubbio, a następnie trenował Romę w rozgrywkach regionalnych. W 1951 r. znów przejął Romę po Pietrze Serantonim, gdy zespół znajdował się w strefie spadkowej. W ostatnich pięciu kolejkach zdobył 7 punktów na 10 możliwych, pokonując nawet AC Milan, jednak do pozostania w Serie A zabrakło jednego punktu. W 1957 r. po raz trzeci został trenerem "giallorossich", zastępując Węgra Györgya Sárosiego, i uratował zespół przed degradacją.